# 飯島規之
飯島 規之（いいじま のりゆき、1966年4月15日 - ）は、日本の元競輪選手、元自転車競技選手、ワイン醸造家。日本競輪学校第61期卒業。現役時は日本競輪選手会埼玉支部に在籍。

## 競輪選手としての戦績
東京都で出まれ、その後は川口市、浦和市（現在のさいたま市桜区）へと移り住む。浦和市立南高等学校（現 さいたま市立浦和南高等学校）を経て日本競輪学校に第61期生として入学。同期に神山雄一郎、山田裕仁、紫原政文らがいる中で、在校成績は1勝すら挙げられなかった。
1988年5月8日花月園競輪場にでデビューし4着。初勝利は翌9日の同場。以降の競輪選手としての実績は芳しくなかったが、これは本人の脚質が競輪向きでなかったことによるもので、それでも長い間選手として活躍し続けた。
しかし2010年9月に弥彦競輪場で落車したことにより、その後遺症でしばらく競走から遠ざかることになる。その後2011年11月に千葉競輪場で復帰を果たしたが、同年12月29日の立川競輪場第7R・A級特一般競走での9着を最後のレースとして、2012年1月10日に選手登録を消除し引退した。通算成績1825戦152勝。優勝1回。

### 現役引退後
現役引退後は長野県に移住し、長野県農業大学校で農業を学び、玉村豊男に師事しワイン造りを学ぶ。
2014年からワイン用ぶどうの栽培を開始し、2019年に東御市に「シクロヴィンヤード」（496ワイナリー）を設立した。
2024年4月15日　小説で知るワインと自転車のトリセツ『ヴィンヤードに吹く風（上）』出版（銀河書房）する。

## 自転車競技選手としての戦績
自転車競技においては長年に亘り日本の中距離走種目の第一人者として活躍し、特に個人追抜においては2009年には43歳の年齢にして全日本自転車競技選手権大会・4km個人追抜で優勝した。また、同年の全日本プロ選手権自転車競技大会の同種目でも優勝。この他、ポイントレース、ロードレースでも実績を挙げている。
2008年、世界選手権自転車競技大会・マスターズ部門、3km個人追抜（40歳 - 44歳の部）で優勝。加えて2009年に同種目の同年齢部門における世界記録（3分27秒826）を樹立した。

### 主要国際大会での実績
- 1998年 - アジア競技大会（バンコク） 個人追抜2位
- 1999年 - アジア選手権（前橋） 個人追抜3位
- 2000年 - 世界選手権（マンチェスター） 個人追抜 8位
- 2001年 - UCIトラックワールドカップクラシックス第5戦（マレーシア・イボー）個人追抜2位
- 2001年 - 世界選手権（アントウェルペン） ポイントレース8位
- 2002年 - アジア競技大会（プサン） 個人追抜3位、ポイントレース 3位

## エピソード
- 2011年4月10日に選挙が行われたさいたま市議会議員選挙に、桜区選挙区から無所属で立候補したが、落選している[3]。